# Danionella
Danionella ist eine Gattung sehr kleiner Karpfenfische, die in Myanmar und im Jorai-Fluss, einem Nebenfluss des Brahmaputra, im Norden des indischen Bundesstaates Westbengalen in der Nähe der Grenze zu Assam vorkommt.

## Merkmale
Danionella-Arten werden nur 11 bis 17 mm lang und gehören damit zu den kleinsten Karpfenfischen und zu den kleinsten Fischen überhaupt. Von allen anderen Karpfenfischen unterscheiden sie sich durch die geringe Anzahl von Flossenstrahlen in den Brustflossen, den Bauchflossen und der Schwanzflosse (7-9/9-7). Außerdem besitzen sie einen charakteristischen großen Knorpel zwischen Unterkiefer und Maxillare (fehlt bei Danionella dracula) und einen Knorpel, der den vierten Kiemenbogen mit der fünften Ceratobranchiale (unterer „Schlundkiefer“) verbindet. Beide Knorpel kommen bei keiner anderen Karpfenfischgattung vor. Von den meisten übrigen Karpfenfischen unterscheidet sich Danionella durch die einzelne Reihe von vier dreispitzigen Schlundzähnen auf der Pharyngealia. Schuppen und Barteln fehlen, eine Seitenlinie ist nicht sichtbar. Der Rumpf ist im Querschnitt rund. Die Anzahl der Wirbel liegt bei 32 bis 37. Die vordere und hintere Kammer der Schwimmblase stehen weit auseinander, während die beiden Kammern bei allen anderen Karpfenfischen nah zusammenstehen oder der Vorderteil der hinteren Kammer direkt an die vordere Kammer anschließt. Der Darm ist einfach und gerade.
Die Rückenflosse sitzt über der hinteren Körperhälfte und wird von zwei einfachen und sechs verzweigten Flossenstrahlen gestützt. Bei der großen Afterflosse, die sich etwa unter der Körpermitte befindet, sind es zwei einfache und 11 bis 14 verzweigte Flossenstrahlen. Die Schwanzflosse ist leicht gegabelt. Ihre einfachen Hauptflossenstrahlen haben den gleichen Durchmesser wie die verzweigten. Die innersten Flossenstrahlen von Brust- und Bauchflossen sind groß und voll entwickelt (nur schwach entwickelt bei Rasbora).

## Arten
Bisher wurden 5 Arten beschrieben:
- Danionella dracula Britz, Conway & Rüber, 2009
- Danionella mirifica Britz, 2003
- Danionella priapus Britz, 2009
- Danionella translucida Roberts, 1986 (Typusart)
- Danionella cerebrum Britz, Conway & Rüber, 2021